# Mega Game DinsiemE
Mega Game DinsiemE è una serie tv per ragazzi prodotta da DinsiemE Srl e KidsMe. La serie ha debuttato su Frisbee il 26 dicembre 2022 per poi essere trasmessa regolarmente con due episodi.

## Trama
Erick e Dominick ricevono un invito che li porta in un posto misterioso, una stanza con un tabellone gigantesco dove dovranno affrontare tutte le challenge del Dottor Giniu e del Dottor Timoti per salvare il mondo.

### Prima stagione
I DinsiemE si ritrovano ad affrontare due challenge per ogni episodio per salvare il mondo e mantenere il possesso della collanina tanto ambita dai due dottori.

### Seconda stagione
I DinsiemE rimetteranno in palio la collanina per liberare i loro fratelli gemelli Romeo e Isabella dalle grinfie dei due dottori.

### Terza stagione
I DinsiemE si ritrovano dentro il MegaGame dopo che Erick, credendo di aver fatto una mossa furba, ha nascosto la collanina proprio nel tabellone dove i Dottori l'hanno trovata.

## Episodi
| Stagione         | Episodi | Prima TV originale (Frisbee) |
| ---------------- | ------- | ---------------------------- |
| Prima stagione   | 20      | 2022-2023                    |
| Seconda stagione | 20      | 2023                         |
| Terza stagione   | 20      | 2024                         |

## Personaggi e interpreti
- Erick (st.1-3), interpretato da Erick Parisi.
- Dominick (st.1-3), interpretata da Dominick Alaimo.